# Jordan Obita
Jordan Obita, né le 8 décembre 1993, est un footballeur anglais qui évolue au poste de latéral gauche à Hibernian FC.

## Biographie
Le 30 août 2017, il prolonge son contrat dans le club où il évolue depuis 2010, le Reading FC jusqu'en été 2020. Il quitte le club à la fin de son contrat en été 2020.
Le 9 novembre 2020, libre de tout contrat après dix années passées à Reading, il s'engage pour une saison en faveur du club de sa ville natale, Oxford United, qui évolue alors en League One (D3). Il quitte le club en janvier 2021.
Le 29 janvier 2021, il rejoint Wycombe Wanderers. Il quitte le club après avoir refusé une extension de contrat.
Il rejoint, en juin 2023, pour deux ans le club de Scottish Premiership : Hibernian FC. Le 19 mars 2025, il prolonge son contrat dans le club écossais, Hibernian FC, jusqu'en juin 2026.

## Palmarès

### Distinctions personnelles
- Reading
  - Élu joueur de la saison du club en 2013-14